# Неккартайльфинген
Неккартайльфинген (нем. Neckartailfingen) — община в Германии, в земле Баден-Вюртемберг. 
Подчиняется административному округу Штутгарт. Входит в состав района Эслинген.  Население составляет 3771 человек (на 31 декабря 2010 года). Занимает площадь 8,26 км².